# اجدال قيلة (إب)

تعديل مصدري - تعديل

اجدال قيلة محلة تابعة لقرية القبلي، التابعة لعزلة بني محرم بمديرية إب إحدى مديريات محافظة إب في الجمهورية اليمنية.، بلغ تعداد سكانها 43 حسب تعداد اليمن لعام 2004.